# الدمنة (إب)
الدمنة هي إحدى قرى الجمهورية اليمنية. وهي تتبع جغرافيًا لمحافظة إب. وإداريًا لمديرية السياني. يبلغ تعداد سكانها 3786 نسمة حسب الإحصاء الذي جرى عام 2004.